# Địa lý Ma Cao
Macau là một Đặc khu hành chính ở bờ biển phía nam của Trung Quốc. Nằm ở phía nam của tỉnh Quảng Đông, trên mũi của bán đảo được hình thành bởi cửa sông Châu Giang ở phía đông và Tây Giang ở phía tây. Ma Cao nằm cách Hồng Kông 60 km (37 mi) về phía tây và cách Quảng Châu, thủ phủ của tỉnh Quảng Đông 145 km (90 mi) về phía tây nam.  Nằm ngay phía đông và phía nam của Châu Hải
Khu vực này bao gồm Bán đảo Ma Cao và các đảo Taipa và Coloane. Ma Cao từng là một hòn đảo nhưng dần dần một bãi cát nối liền đã biến thành một eo đất hẹp. Việc khai hoang vào thế kỷ 17 đã biến Ma Cao thành một bán đảo và một cổng chắn đã được xây dựng để đánh dấu sự phân tách giữa bán đảo và đất liền. Các ghi chép trước thời kỳ thuộc địa cho thấy Ma Cao chỉ có tổng diện tích 2,78 km2 (1,07 dặm vuông Anh) nhưng bắt đầu tăng lên do sự định cư của người Bồ Đào Nha. Diện tích đất đai đã tăng tốc kể từ nữa cuối của thế kỷ 20, từ 15 km2 (5,8 dặm vuông Anh) năm 1972 lên 16,1 km2 (6,22 dặm vuông Anh) năm 1983 lên 21,3 km2 (8,22 dặm vuông Anh) năm 1994. Diện tích của Ma Cao đã tăng dần do kết quả của việc tiếp tục khai hoang đất đai, đặc biệt là trên đảo Taipa và Coloane. Năm 2014, tổng diện tích đất là khoảng 30,3 km2 (11,7 dặm vuông Anh).
Có một đường biên giới dài 0,34 km (0,21 mi) giữa Ma Cao và Trung Quốc đại lục và một đường bờ biển dài 40 km. Cửa khẩu biên giới chính giữa Ma Cao và Trung Quốc là Trạm kiểm soát biên giới Portas do Cerco ở phía Ma Cao và trạm kiểm soát Gongbei ở phía Trung Quốc.

## Vị trí, kích thước, biên giới và bờ biển

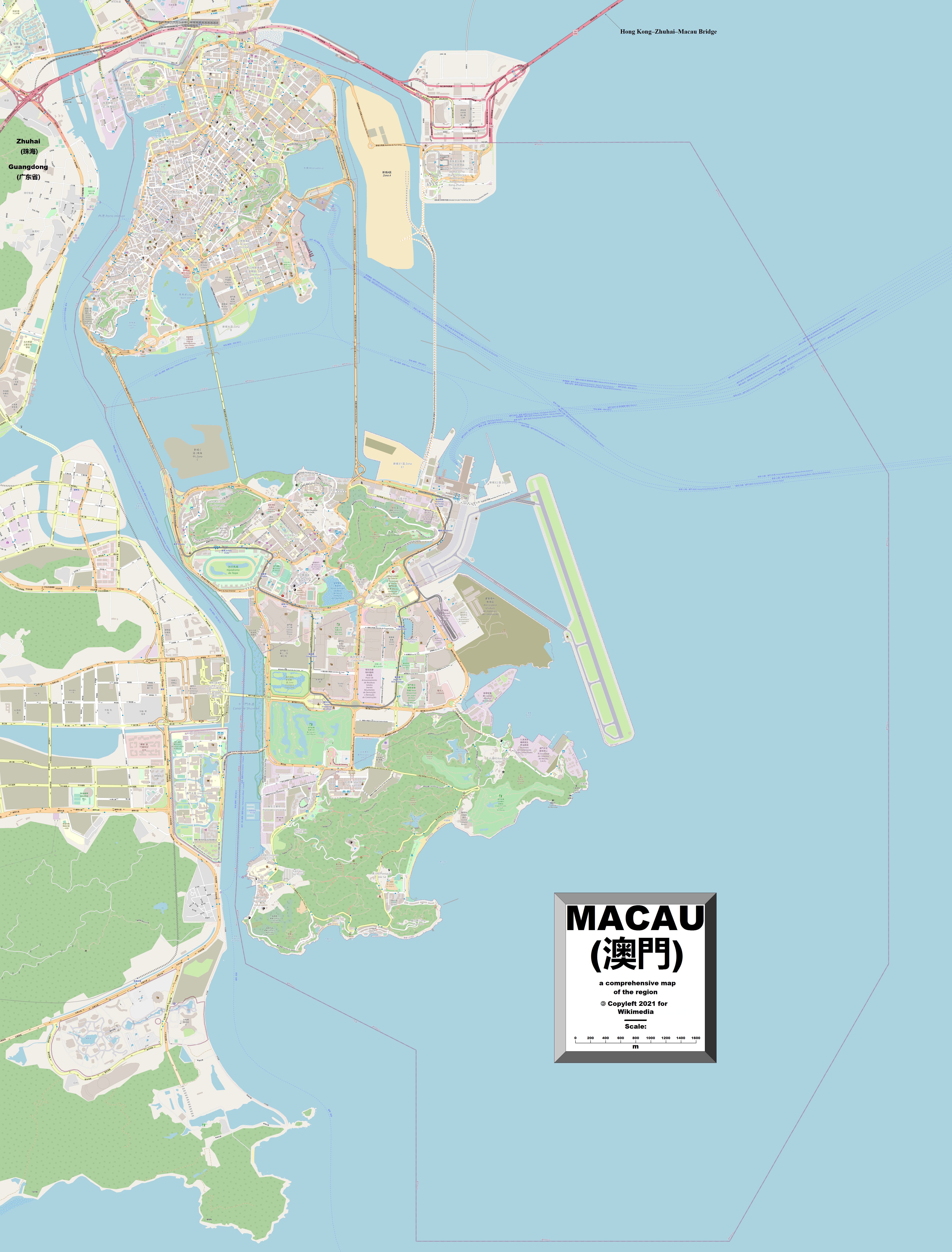
Ma Cao giáp với thành phố Chu Hải ở tỉnh Quảng Đông. Bản đồ cũng hiển thị ranh giới hàng hải của Ma Cao, đầu phía tây của Cầu Hồng Kông-Chu Hải-Ma Cao, lãnh thổ được thuê ở Chu Hải (Đại học Ma Cao) và Đường sắt nhẹ Ma Cao.

Tọa độ địa lý: 22°10′B 113°33′Đ / 22,167°B 113,55°Đ

### Diện tích
- Tổng: 115.4 km2[1]
- Mặt đất: 30.4 km2
- Mặt nước: 85 km2[1]

### Biên giới trên bộ
- Tổng: 0.34 km
- Thành phố biên giới: Chu Hải, Tỉnh Quảng Đông 0.34 km

### Bờ biển
- Bờ biển: 50.63 km
- Yêu sách hàng hải: không xác định

## Địa hình

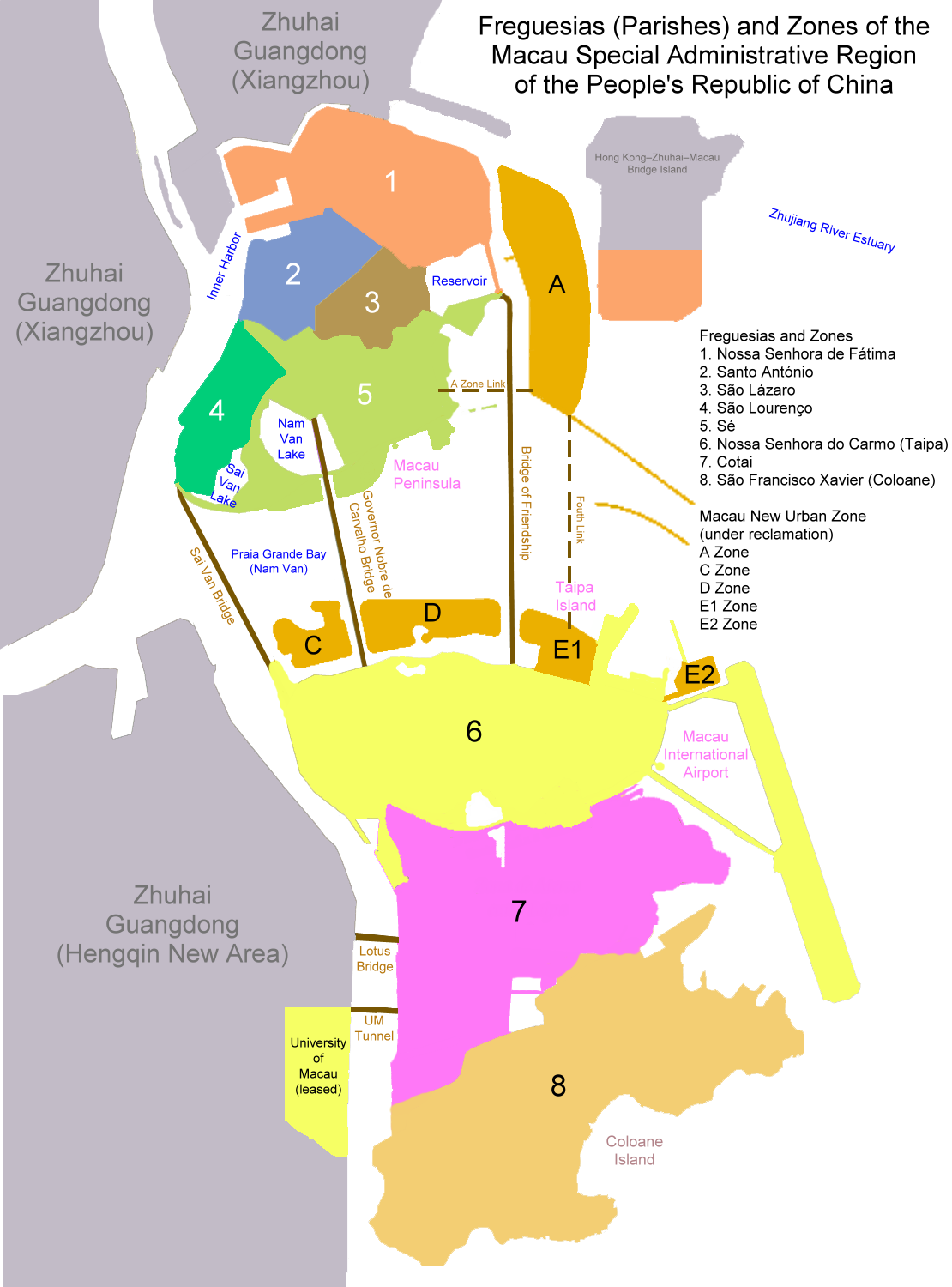
Các đơn vị hành chính trong Ma Cao (Click vào đây để xem Hình ảnh vệ tinh)

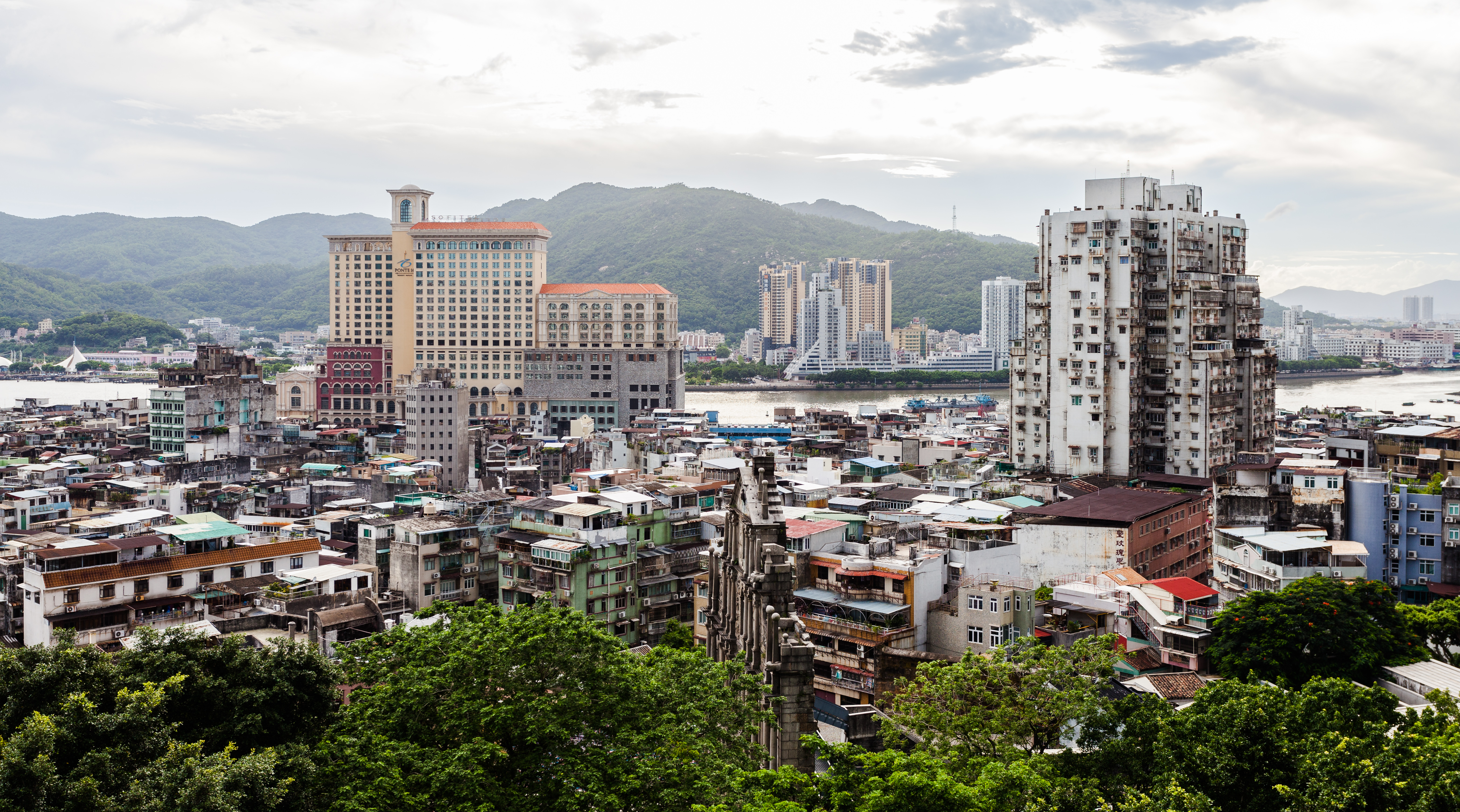
Khu thành phố cũ

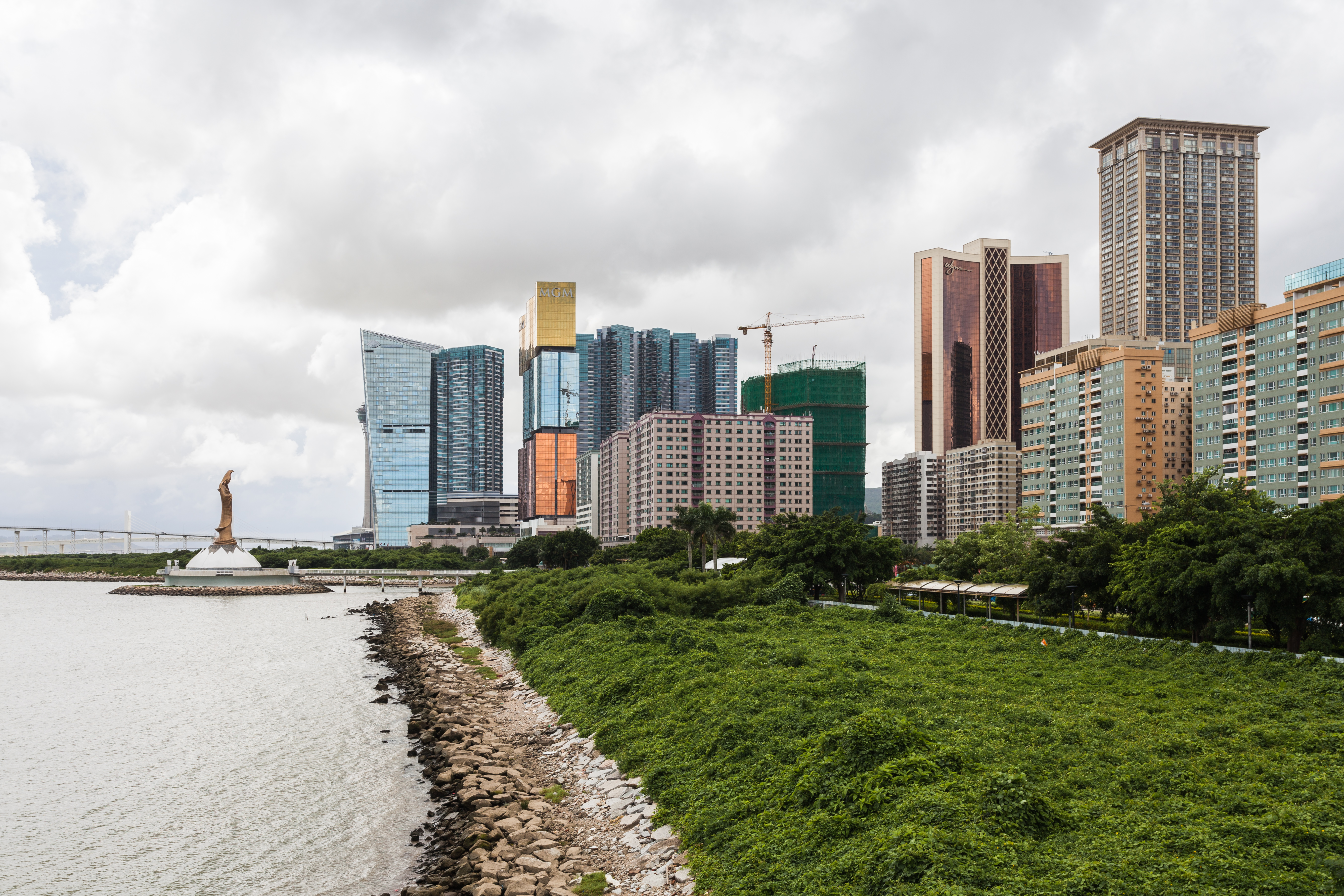
Khu Casino

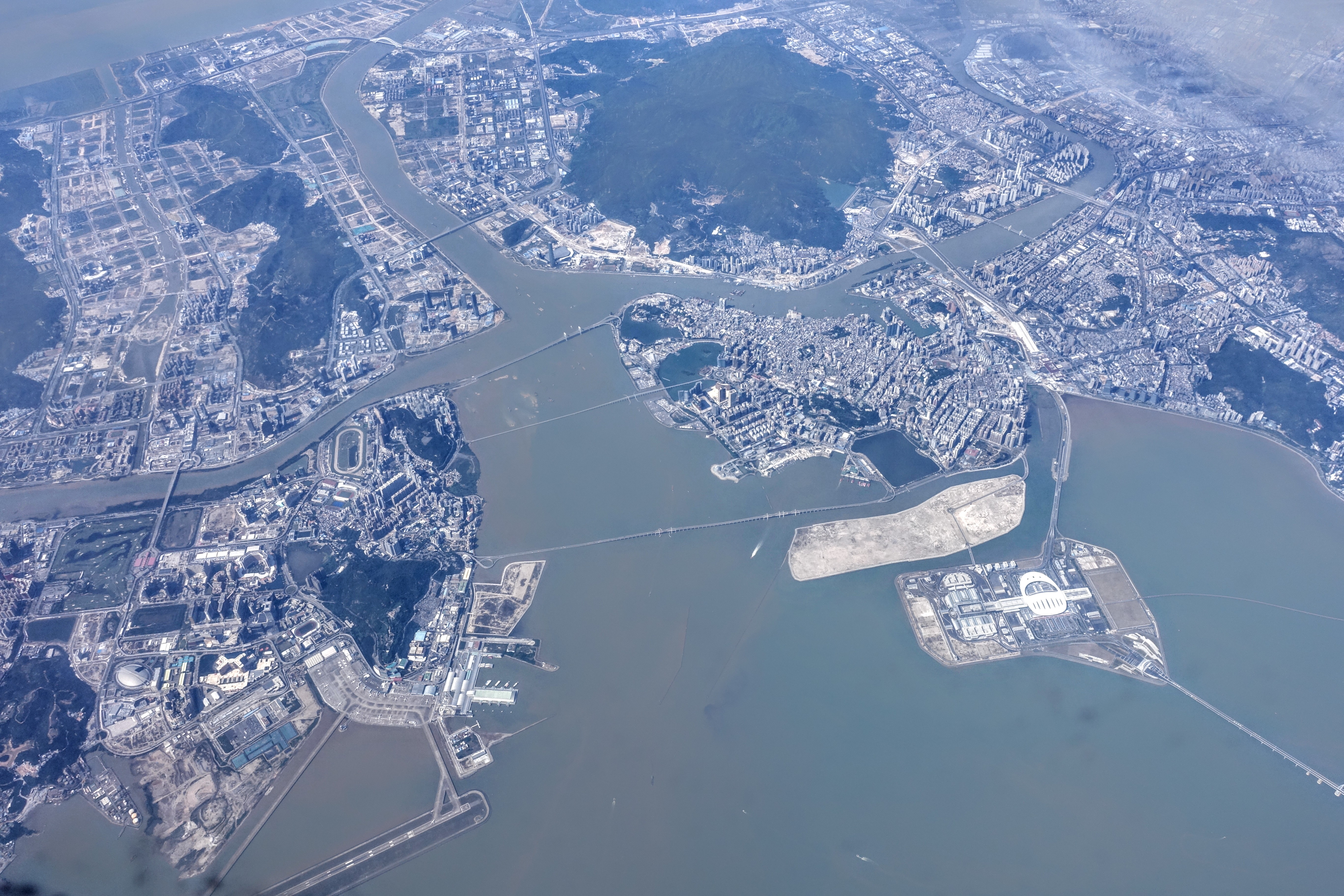
Macao góc nhìn từ trên cao

Vị trí: Đông Á, giáp Biển Đông và Trung Quốc
Địa hình: nói chung là bằng phẳng
Điểm cao:
điểm thấp nhất: Biển Đông 0 m
điểm cao nhất: Coloane Alto 172 m (564 ft)

### Danh sách những ngọn đồi cao nhất ở Macau
| Tên                                | Vị trí  | Ghi chú | Độ cao | Ảnh |
| ---------------------------------- | ------- | ------- | ------ | --- |
| Alto de Coloane                    | Coloane |         | 172.4m |     |
| Unnamed (Triangulation Pillar C6)  | Coloane |         | 170.3m |     |
| Unnamed (Triangulation Pillar C4)  | Coloane |         | 163.8m |     |
| Taipa Grande                       | Taipa   |         | 160.4m |     |
| Unnamed (Triangulation Pillar T16) | Taipa   |         | 152.9m |     |
| Ponto Central                      | Coloane |         | 138.1m |     |
| Monte de Ka Ho                     | Coloane |         | 132m   |     |
| Unnamed (Triangulation Pillar C56) | Coloane |         | 126m   |     |
| Morro de Artilharia                | Coloane |         | 120m   |     |
| Unnamed                            | Coloane |         | 114.8m |     |
| Taipa Pequena                      | Taipa   |         | 112m   |     |
| Unnamed (Triangulation Point C25)  | Coloane |         | 108.8m |     |
| Guia Hill                          | Macau   |         | 91.6m  |     |
| Barra Hill                         | Macau   |         | 74.4m  |     |
| Ilha Verde hill                    | Macau   |         | 54.5m  |     |

Ma Cao nói chung có địa hình bằng phẳng do khai hoang đất đai rộng rãi, nhưng nhiều ngọn đồi dốc đánh dấu khối đất tự nhiên ban đầu. Skyline cao tầng hiện đại của Ma Cao che khuất phần lớn cảnh quan đồi núi. Đường chân trời Ma Cao vừa xác định vừa che khuất địa hình của nó.
Bán đảo Ma Cao có hình dạng hẹp nhưng địa hình lại đa dạng.

## Khí hậu
Mặc dù Ma Cao nằm ở vùng nhiệt đới, nhưng nơi đây có khí hậu cận nhiệt đới ẩm (phân loại khí hậu Köppen Cwa), vì hệ thống áp suất Siberia vào mùa đông đẩy không khí mát xa hơn về phía nam so với các hệ thống áp suất cao bán vĩnh cửu tương tự. Nhiệt độ trung bình quanh năm của nơi này là 22,7 °C (72,9 °F). Mùa hè rất nóng và ẩm: nhiệt độ trung bình tháng 7 là 28,9 °C (84,0 °F) và nhiệt độ ban ngày cao nhất có thể lên tới 35 °C (95 °F).Tuy nhiên, nhiệt độ nhìn chung không quá khắc nghiệt như nhiều nơi ở Trung Quốc đại lục do nằm ven biển. Mùa đông ngắn và ôn hòa: nhiệt độ trung bình tháng 1 là 15,0 °C (59,0 °F) và nhiệt độ thấp nhất có thể giảm xuống 5 °C (41 °F), nhưng rất hiếm khi thấp hơn. Lượng mưa hàng năm khoảng 2.120 milimét (83 in) với mùa đông khô hơn.
Ma Cao phải hứng chịu những cơn bão nhiệt đới xuất phát từ Nam Thái Bình Dương vào mùa hè.Sự tàn phá lớn xảy ra vào tháng 9 năm 1874, khi một cơn bão tàn phá tấn công Ma Cao và biển động tràn qua vùng trũng của bán đảo. Luôn có một vài cơn bão nhiệt đới xảy ra ở Ma Cao mỗi năm (thường là từ tháng 5 đến tháng 10), mặc dù chúng có cường độ khác nhau. Khi chúng xảy ra, chúng thường mang theo gió mạnh, lượng mưa và nhiệt độ thấp hơn.
Gió thịnh hành và các loại thời tiết thay đổi theo mô hình gió mùa. Thời tiết ấm áp và ẩm ướt khi gió đông nam và tây nam thổi từ Thái Bình Dương, và bão tương đối phổ biến vào mùa hè. Thời tiết khô và hơi lạnh khi gió bắc thổi từ Siberia hoặc phần phía bắc của Trung Quốc đại lục. 
Trong thời kỳ chuyển tiếp từ gió mùa đông bắc sang gió mùa tây nam (tháng 3 và tháng 4), thời tiết ẩm ướt và sương mù. Đây là mùa xuân của Ma Cao. Mùa hè là từ tháng 5 đến tháng 9, khi gió mùa đông nam và tây nam thịnh hành. Trời khá nóng và mưa. Thời tiết vào mùa thu (cuối tháng 9 và tháng 10) nắng và ấm, khi gió mùa tây nam rút dần và gió mùa đông bắc tiến về phía nam. Nhìn chung, đây được coi là mùa dễ chịu nhất ở đây. Mùa đông là từ tháng 11 đến tháng 2 năm sau, khi gió mùa đông bắc thịnh hành. Trời chủ yếu khô, thỉnh thoảng có luồng không khí lạnh tràn vào.
Độ ẩm quanh năm ở mức trung bình đến cao, với mức trung bình hàng năm là 79,3%. Tổng lượng nắng hàng năm ở mức trung bình, hơn 1800 giờ.
| Dữ liệu khí hậu của Macau (1991–2020, extremes 1901–present) | Dữ liệu khí hậu của Macau (1991–2020, extremes 1901–present) | Dữ liệu khí hậu của Macau (1991–2020, extremes 1901–present) | Dữ liệu khí hậu của Macau (1991–2020, extremes 1901–present) | Dữ liệu khí hậu của Macau (1991–2020, extremes 1901–present) | Dữ liệu khí hậu của Macau (1991–2020, extremes 1901–present) | Dữ liệu khí hậu của Macau (1991–2020, extremes 1901–present) | Dữ liệu khí hậu của Macau (1991–2020, extremes 1901–present) | Dữ liệu khí hậu của Macau (1991–2020, extremes 1901–present) | Dữ liệu khí hậu của Macau (1991–2020, extremes 1901–present) | Dữ liệu khí hậu của Macau (1991–2020, extremes 1901–present) | Dữ liệu khí hậu của Macau (1991–2020, extremes 1901–present) | Dữ liệu khí hậu của Macau (1991–2020, extremes 1901–present) | Dữ liệu khí hậu của Macau (1991–2020, extremes 1901–present) |
| Tháng                                                        | 1                                                            | 2                                                            | 3                                                            | 4                                                            | 5                                                            | 6                                                            | 7                                                            | 8                                                            | 9                                                            | 10                                                           | 11                                                           | 12                                                           | Năm                                                          |
| ------------------------------------------------------------ | ------------------------------------------------------------ | ------------------------------------------------------------ | ------------------------------------------------------------ | ------------------------------------------------------------ | ------------------------------------------------------------ | ------------------------------------------------------------ | ------------------------------------------------------------ | ------------------------------------------------------------ | ------------------------------------------------------------ | ------------------------------------------------------------ | ------------------------------------------------------------ | ------------------------------------------------------------ | ------------------------------------------------------------ |
| Cao kỉ lục °C (°F)                                           | 29.1 (84.4)                                                  | 30.2 (86.4)                                                  | 31.5 (88.7)                                                  | 35.3 (95.5)                                                  | 37.5 (99.5)                                                  | 36.9 (98.4)                                                  | 38.9 (102.0)                                                 | 38.5 (101.3)                                                 | 38.1 (100.6)                                                 | 36.0 (96.8)                                                  | 34.2 (93.6)                                                  | 30.0 (86.0)                                                  | 38.9 (102.0)                                                 |
| Trung bình ngày tối đa °C (°F)                               | 18.6 (65.5)                                                  | 19.2 (66.6)                                                  | 21.4 (70.5)                                                  | 25.1 (77.2)                                                  | 28.7 (83.7)                                                  | 30.5 (86.9)                                                  | 31.4 (88.5)                                                  | 31.5 (88.7)                                                  | 30.8 (87.4)                                                  | 28.5 (83.3)                                                  | 24.7 (76.5)                                                  | 20.3 (68.5)                                                  | 25.9 (78.6)                                                  |
| Trung bình ngày °C (°F)                                      | 15.2 (59.4)                                                  | 16.1 (61.0)                                                  | 18.6 (65.5)                                                  | 22.3 (72.1)                                                  | 25.8 (78.4)                                                  | 27.8 (82.0)                                                  | 28.4 (83.1)                                                  | 28.3 (82.9)                                                  | 27.5 (81.5)                                                  | 25.1 (77.2)                                                  | 21.3 (70.3)                                                  | 16.9 (62.4)                                                  | 22.8 (73.0)                                                  |
| Tối thiểu trung bình ngày °C (°F)                            | 12.7 (54.9)                                                  | 13.9 (57.0)                                                  | 16.5 (61.7)                                                  | 20.3 (68.5)                                                  | 23.7 (74.7)                                                  | 25.7 (78.3)                                                  | 26.1 (79.0)                                                  | 25.9 (78.6)                                                  | 25.1 (77.2)                                                  | 22.7 (72.9)                                                  | 18.8 (65.8)                                                  | 14.3 (57.7)                                                  | 20.5 (68.9)                                                  |
| Thấp kỉ lục °C (°F)                                          | −1.8 (28.8)                                                  | 0.4 (32.7)                                                   | 3.2 (37.8)                                                   | 8.5 (47.3)                                                   | 13.8 (56.8)                                                  | 18.5 (65.3)                                                  | 19.3 (66.7)                                                  | 19.0 (66.2)                                                  | 13.2 (55.8)                                                  | 9.5 (49.1)                                                   | 5.0 (41.0)                                                   | 0.0 (32.0)                                                   | −1.8 (28.8)                                                  |
| Lượng Giáng thủy trung bình mm (inches)                      | 34.2 (1.35)                                                  | 43.9 (1.73)                                                  | 80.0 (3.15)                                                  | 153.5 (6.04)                                                 | 286.0 (11.26)                                                | 373.7 (14.71)                                                | 290.7 (11.44)                                                | 331.4 (13.05)                                                | 227.8 (8.97)                                                 | 75.1 (2.96)                                                  | 39.0 (1.54)                                                  | 31.3 (1.23)                                                  | 1.966,6 (77.43)                                              |
| Số ngày giáng thủy trung bình                                | 5.8                                                          | 8.9                                                          | 11.4                                                         | 11.6                                                         | 14.1                                                         | 17.7                                                         | 16.6                                                         | 16.2                                                         | 12.3                                                         | 6.2                                                          | 4.9                                                          | 5.0                                                          | 130.9                                                        |
| Độ ẩm tương đối trung bình (%)                               | 74.9                                                         | 80.5                                                         | 85.0                                                         | 86.3                                                         | 84.9                                                         | 84.6                                                         | 82.7                                                         | 82.1                                                         | 78.3                                                         | 72.5                                                         | 72.6                                                         | 70.8                                                         | 79.6                                                         |
| Số giờ nắng trung bình tháng                                 | 126.5                                                        | 85.7                                                         | 74.8                                                         | 94.6                                                         | 135.5                                                        | 159.0                                                        | 211.3                                                        | 188.2                                                        | 178.3                                                        | 192.2                                                        | 158.1                                                        | 145.1                                                        | 1.749,3                                                      |
| Nguồn: Macao Meteorological and Geophysical Bureau           |                                                              |                                                              |                                                              |                                                              |                                                              |                                                              |                                                              |                                                              |                                                              |                                                              |                                                              |                                                              |                                                              |

## Tài nguyên thiên nhiên
Không đáng kể. Trước đây, một lượng lớn đá granit được khai thác từ các ngọn đồi của Ma Cao để sử dụng làm vật liệu xây dựng.

### Nước ngọt
Phụ thuộc vào nguồn cung cấp nước từ Sông Tây Giang, vào năm 2006, Ma Cao đã phải chịu cuộc khủng hoảng tồi tệ nhất về độ mặn trong nước ngọt trong mùa khô, diễn ra vào cuối mùa đông và đầu mùa xuân.
Để giải quyết các vấn đề về độ mặn, tính đến năm 2018, ba đường ống cung cấp nước đến Ma Cao đã được xây dựng và đường ống thứ tư được lên kế hoạch hoàn thành vào năm 2019.

## Sử dụng đất và khai hoang

Bán đảo Macau và Ilha Verde năm 1889

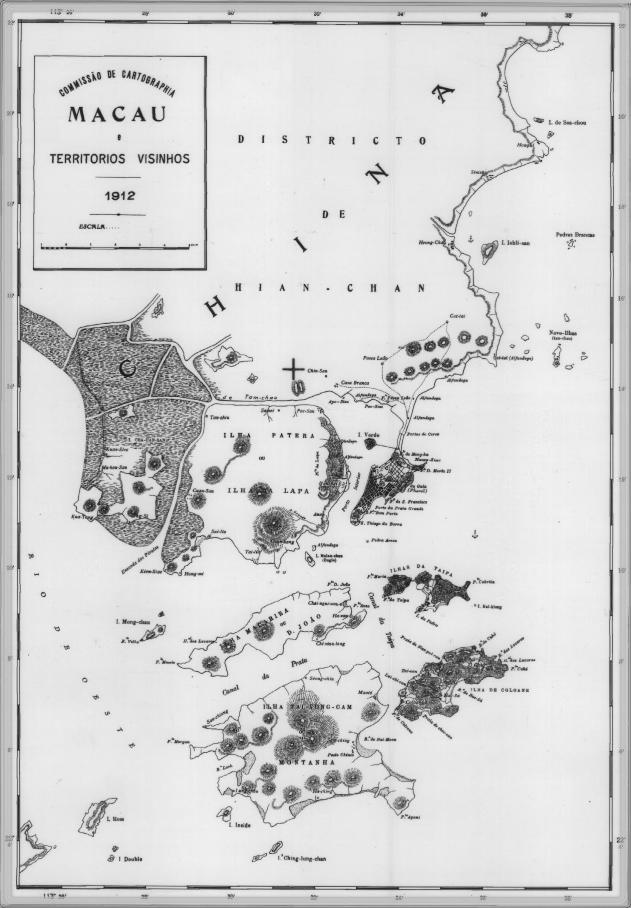
Bán đảo Macau, Taipa và Coloane năm 1912

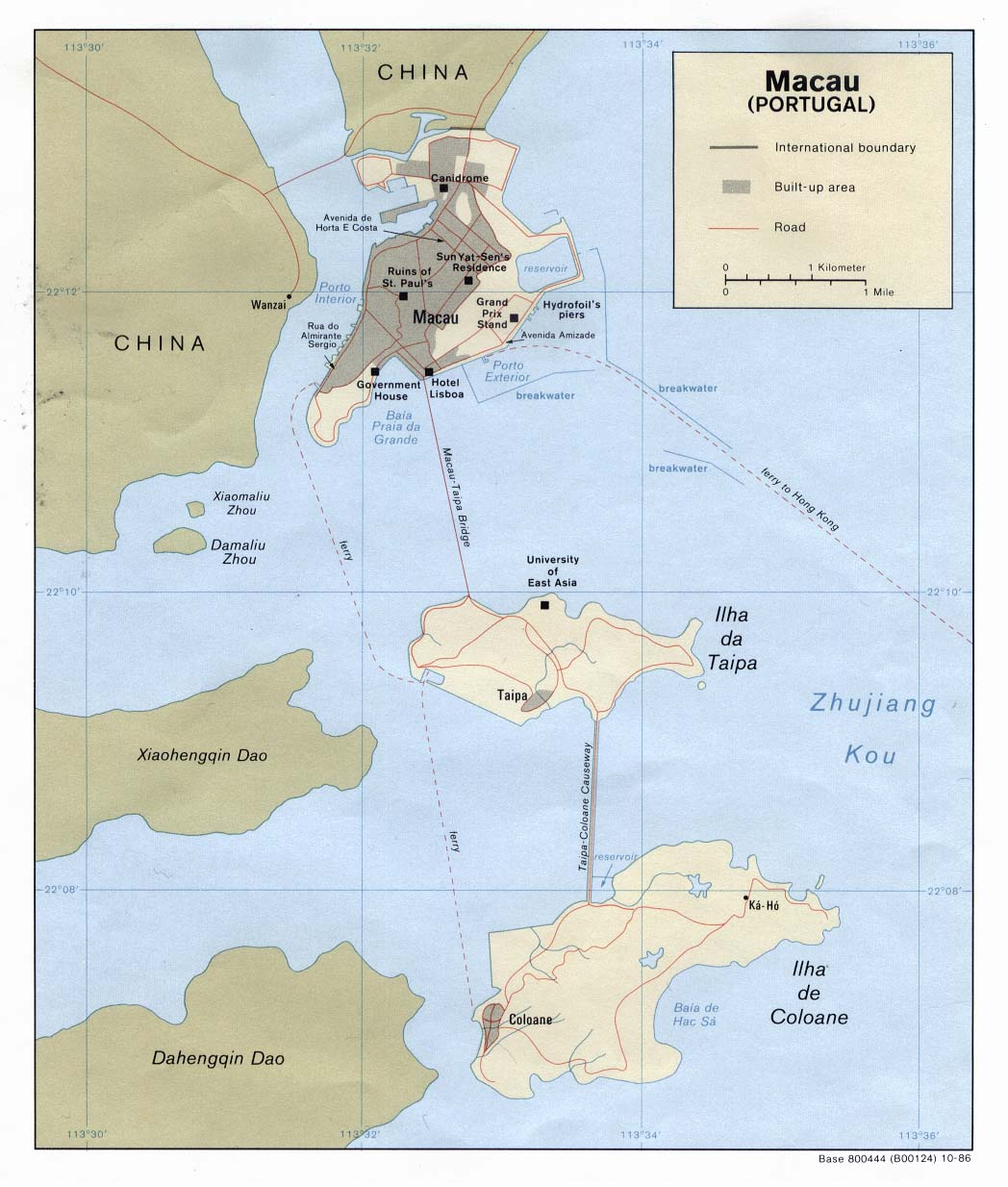
Bán đảo Macau, Taipa và Coloane năm in 1986

Khai hoang đất đai ở Ma Cao từ năm 1555 đến năm 2011

Cho đến đầu thế kỷ 20, bán đảo Ma Cao rải rác những trang trại nhỏ ở khu vực phía bắc, bên ngoài những bức tường bảo vệ thành phố. Hiện tại, ở bán đảo Ma Cao, không có đất canh tác, đồng cỏ tự nhiên hay rừng cây nào tồn tại và rừng đã bị chặt phá và các loài thực vật đã phải chịu những thay đổi sâu sắc. Mặt khác, Coloane, do bị thực dân hóa sau này, vẫn còn rừng và rải rác những trang trại nhỏ, cụ thể là xung quanh các làng Coloane, Hac Sa và Ka Ho.
đất canh tác: 0%

cây trồng lâu năm: 0%

khác: 100% (2011)
Vào năm 2010, các kế hoạch đã được công bố cho việc cải tạo đất thêm 3,5 km vuông ở Ma Cao, được thực hiện trong năm năm và chia thành sáu giai đoạn. Các khu vực này bao gồm một khu vực phía đông của Outer Harbour Ferry Terminal, một khu vực phía nam của Avenida Sun Yat Sen, và phía bắc của Đảo Taipa.
Sự thay đổi tổng diện tích của Ma Cao (tính theo km2) kể từ năm 1912:
Ghi chú
* - không được tính vào "Tổng diên tích của Macau"
| Năm          | Diện tích của Bán đảo Macau | Diện tích của Taipa | Diện tích của Coloane | Diện tích của Cotai | Tổng diện tích của Macau | Diện tích của UM Hengqin* |
| ------------ | --------------------------- | ------------------- | --------------------- | ------------------- | ------------------------ | ------------------------- |
| 1912         | 3.4*                        | 2.3                 | 5.9                   | —                   | 11.6                     | —                         |
| 1936         | 5.2                         | 2.6                 | 6.0                   | —                   | 13.8                     | —                         |
| 1957         | 5.5                         | 3.3                 | 6.3                   | —                   | 15.1                     | —                         |
| 1986         | 5.8                         | 3.7                 | 7.1                   | —                   | 16.6                     | —                         |
| 1991         | 6.5                         | 4.0                 | 7.6                   | —                   | 18.1                     | —                         |
| 1996         | 7.7                         | 5.8                 | 7.6                   | —                   | 21.3                     | —                         |
| 1999         | 7.8                         | 6.2                 | 7.6                   | 2.2                 | 23.8                     | —                         |
| 2000         | 8.5                         | 6.2                 | 7.6                   | 3.1                 | 25.4                     | —                         |
| 2001         | 8.5                         | 6.2                 | 7.6                   | 3.5                 | 25.8                     | —                         |
| 2002         | 8.5                         | 6.2                 | 7.6                   | 4.5                 | 26.8                     | —                         |
| 2003         | 8.7                         | 6.2                 | 7.6                   | 4.7                 | 27.3                     | —                         |
| 2004         | 8.8                         | 6.4                 | 7.6                   | 4.7                 | 27.5                     | —                         |
| 2005         | 8.9                         | 6.5                 | 7.6                   | 5.2                 | 28.2                     | —                         |
| 2006         | 9.3                         | 6.5                 | 7.6                   | 5.2                 | 28.6                     | —                         |
| 2007–08      | 9.3                         | 6.7                 | 7.6                   | 5.6                 | 29.2                     | —                         |
| 2009         | 9.3                         | 6.8                 | 7.6                   | 5.8                 | 29.5                     | —                         |
| 2010         | 9.3                         | 6.8                 | 7.6                   | 6.0*                | 29.7                     | —                         |
| 2011–12      | 9.3                         | 7.4                 | 7.6                   | 5.6                 | 29.9                     | —                         |
| 2013–14      | 9.3                         | 7.6                 | 7.6                   | 5.8                 | 30.3                     | 1.0                       |
| 2015 (Sept.) | 9.3                         | 7.6                 | 7.6                   | 5.9                 | 30.4                     | 1.0                       |

## Các yếu tố môi trường
Môi trường đô thị dày đặc.
Địa lý – lưu ý: về cơ bản là đô thị; ba cây cầu nối hai đảo Coloane và Taipa với bán đảo trên đất liền, và một eo đất nối Coloane và Taipa.